# 白山神社古墳 (行田市)

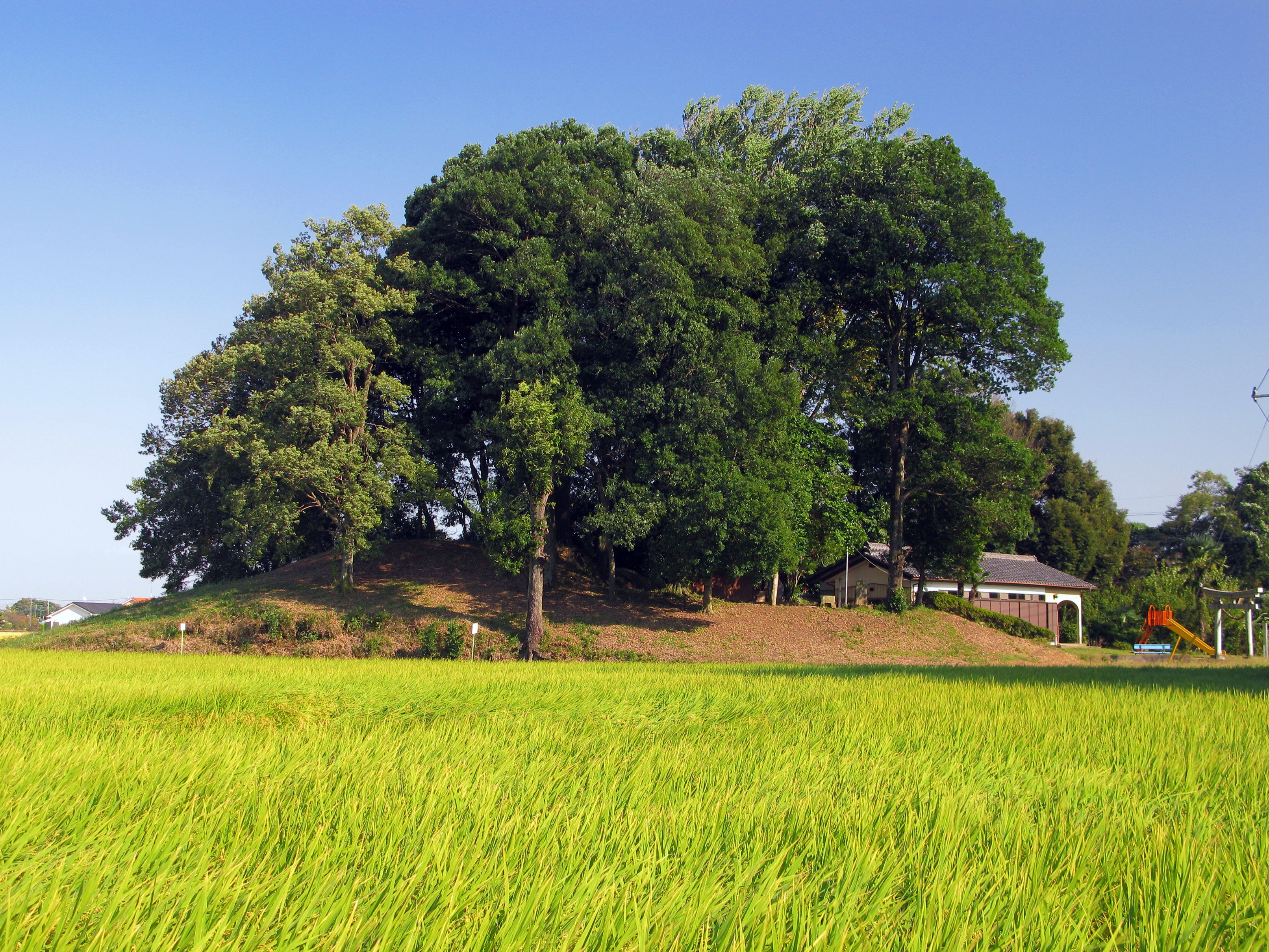
白山神社古墳

白山神社古墳（はくさんじんじゃこふん）は、埼玉県行田市の白山古墳群内にある円墳である。白山古墳（はくさんこふん）とも。現在は小公園と神社を兼ねている。

## 概要
径50メートル、高さ5.7メートルを測る中型円墳。墳頂部に白山姫神社が祀られてある。
墳頂近くに石室の奥壁の一部が露出している。そのため、当初より高さがやや削られていると思われる。
1983年に測量調査がなされている。当古墳は手を付けると祟りがあるという伝承が有り、1959年に発掘調査が予定されていた時も、近くで火災が発生し、取りやめになった。築造年代は7世紀前半と考えられており、市内の同時期の古墳として浅間塚古墳、八幡山古墳が挙げられる。